# レオ・ベーンハッカー
レオ・ベーンハッカー（Leo Beenhakker, 1942年8月2日 - 2025年4月10日）は、オランダ・南ホラント州ロッテルダム出身のサッカー指導者、元サッカー選手。

## 経歴
アヤックスやレアル・サラゴサで監督を歴任。
1986年7月、ルイス・モロウニーの後任監督としてレアル・マドリードの監督に就任した。昨シーズンのラ・リーガ優勝、UEFAカップ2連覇中のチームを引き継いだ形となったが、「キンタ・デル・ブイトレ」と呼ばれた選手達を率いて外国人監督としては初となるリーグ3連覇をチームにもたらした。レアル・マドリードでのラストシーズンとなった1988-89シーズンは国内3冠を果たし、国内では向かう所敵なしだったが、ヨーロッパの国際大会では一度もタイトルを獲得することは出来なかった。
1990年5月にティス・リベレフツの後任としてオランダ代表の監督に就任したが、同年6月のワールドカップ・イタリア大会では決勝トーナメント1回戦で西ドイツに1-2で敗れた。
2005年11月16日にトリニダード・トバゴ代表就任すると同国をワールドカップ初出場に導いた。翌2006年のワールドカップ・ドイツ大会では1次リーグでスウェーデン相手に善戦し（0-0の引分け）、健在をアピールした。
2006年7月11日にポーランド代表監督に就任。欧州選手権予選を勝ち抜き、2008年6月の本大会出場に導いたが、本大会では1次リーグ第2戦のオーストリアで勝ち点1を獲得するのみに終わった。
2008年2月20日、ポーランドのレフ・カチンスキ大統領から、ポーランド復興勲章が贈られた。この勲位は教育、科学、スポーツ、文化、芸術、経済学、国防、社会福祉、行政事務の分野で優れた功績を残した人物に贈られることになっている。
2025年4月10日の午後に死去。82歳没。

## タイトル

### 監督
アヤックス
- エールディヴィジ : 2回 (1979-80, 1989-90)

レアル・マドリード
- プリメーラ・ディビシオン : 3回 (1986-87, 1987-88, 1988-89)
- コパ・デル・レイ : 1回 (1988-89)
- スーペルコパ・デ・エスパーニャ : 2回 (1987-88, 1988-89)

フェイエノールト
- エールディヴィジ : 1回 (1998-99)
- ヨハン・クライフ・スハール : 1回 (1999)